# Jamie's got tentacles
Jamie's got tentacles (Jaime y sus tentáculos, en Hispanoamérica, Jamie y tentáculos, en España) es una serie de libros infantiles creados por Aurore Damant y Julien Bizat, de los cuales posteriormente fue creada una Serie de televisión francesa, en formato de animación, creada por Samka Productions en 2013. Está protagonizada por Jamie, un extraterrestre que llega a la Tierra huyendo de los Vloks, y de su mejor amigo, Erwin Walsh, el cual es un chico humano que trata de ayudarlo a mantener su identidad en secreto.
La serie consta de tres temporadas, con 52 capítulos cada una. Haciendo un total de 156 capítulos de once minutos.
No obstante, tanto el doblaje de España como el de Hispanoamérica únicamente adaptaron la primera y la segunda temporada, mientras que la tercera temporada sigue sin doblaje por ambas partes.
Se estrenó en España el 12 de marzo de 2016 en Clan TVE. A su vez, fue transmitida entre 2017 y 2022 en Latinoamérica por el canal Nat Geo Kids y, después de su cese de emisión, por el canal DreamWorks Channel de 2023 a 2024.

## Argumento
Jamie es el príncipe del planeta Blarb, el cual al verse el es perseguido por  los Vloks, una raza extraterrestre que come príncipes, se ve obligado a esconderse en el Planeta Tierra, utilizando un disfraz de humano para pasar desapercibido. Ahí se hace amigo de Erwin Walsh, un chico humano que lo esconde en su casa haciéndolo pasar por su amigo Extranjero por correspondencia, los Vloks, al ser incapaces de ir a  al Planeta Tierra, enviaron al Teniente Contacto-Visual con la Ayuda del Sargento Gratchett para capturar a Jamie pero siempre fallan.

## Personajes

### Principales
- Jamie Blarb: Es un pulpo extraterrestre príncipe del planeta Blarb, mejor amigo de Erwin Walsh y protagonista de la serie. Tiene una actitud positiva, es educado y en diversas oportunidades no comprende del todo la forma de comportarse de los humanos, haciendo costumbres de su planeta en su lugar. Constantemente es incapaz de notar el peligro en el que está.
- Erwin Walsh: Es un humano mejor amigo de Jamie y protagonista de la serie. le gusta los cómics de Falfatraz vs methrabots que no tenía ningún amigo hasta que llegó Jamie. Él lo esconde diciéndole a sus padres que se trata de un amigo extranjero por correspondencia que viene de vacaciones y lo ayuda a mantener su verdadera identidad en secreto. Suele ponerse nervioso en presencia de una chica.

### Antagonistas
- Pralene Walsh: Es la hermana menor de Erwin, y odia completamente a Jamie, haciendo reiterados intentos por darle a conocer quién es en realidad a sus padres para que este se vaya de su casa. Es una de las antagonistas de la serie. Es obstinada y a veces actúa como si fuese mayor, habla mucho con sus miniponis.
- Teniente Contacto-Visual: Es un androide enviado por los Vloks para capturar a Jaime, fue enviado por el simple hecho de que era el único androide que no había ido de vacaciones, tiene gustos por la moda y el travestismo, no está muy concentrado en capturar a Jaime a diferencia de Sargento Gratchett, es un tanto tonto a pesar de ser robot, sabe tejer y le gusta las gallinas, para evitar que Jaime lo descubra se disfraza de Granjero y se hace pasar por uno, constantemente arruina los intentos del Sargento Gratchett de capturar a Jaime.

- Sargento Gratchett: Es una vaca mutante con capacidad de hablar, obtuvo la capacidad cuando el Teniente Contacto-Visual llegó a la Tierra y con una pistola de rayos le reconfiguró la mente haciéndolo de una vaca normal,como un Soldado que Viene del Gobierno enviados por los Vloks al Sargento Gratchett. El Teniente Contacto-Visual le disparó a él por el simple hecho que pensó que era un ser humano, a diferencia del Teniente Contacto-Visual él está más concentrado en capturar a Jaime, sus intentos de capturar a Jaime son constantemente arruinados por el Teniente Contacto-Visual, se le ve un tanto tonto, a él no le gusta la poca concentración que tiene el Teniente Contacto-Visual. Es terco. Para pasar desapercibido se hace pasar por la vaca del Teniente Contacto-Visual, adoptando el nombre Margarett Brown.

- General Vlok: Él es el que está detrás de todo, tiene deseos de comerse a Jaime y él es la razón por la que el Teniente Contacto-Visual y el Sargento Gratchett intenten capturar a Jaime, es un personaje vil, engaña si es necesario o no y no tiene compasión, el es el mayor antagonista.